# 名阪スポーツランド
座標: 北緯34度37分59.95秒 東経135度59分46.37秒 / 北緯34.6333194度 東経135.9962139度
名阪スポーツランド（めいはんスポーツランド）は奈良県山辺郡山添村にあるサーキット。

## コース
ABコース・Cコース・Eコースは、2009年現在日本自動車連盟（JAF）の公認コース（ABコースはレーシングカートのみの公認、CコースとEコースはレーシングカート・ジムカーナの公認）である。

### ABコース
基本的にミニバイクのコースだが、レーシングカートも走る。普段はミニバイクとカートで30分交代で走行する。名阪カートレース、まるち杯ミニバイクレースが開催される。

- 全長 800m
- 最大直線長 140m

### Cコース
基本的にドリフト、ジムカーナのコースだがレーシングカートの走行等も可能。JMRC近畿地区ジムカーナ大会、名阪カートレースが開催される。

- 全長 860m
- 最大直線長 120m

### Dコース
こちらは駐車場になっており貸切のみ走行可能。コースの端にキッズカート練習コースもあり。

### Eコース
基本的にドリフト、ジムカーナのコースであるが近年はレーシングカート等のレース等が開催されている。JMRC近畿地区ジムカーナ大会、BM杯が開催される。

- 全長 700m
- 最大直線長 170m

### MXコース
モトクロス専用のコースで、全日本モトクロス選手権、モトクロス地方選手権が開催される。

- 全長 1,300m

## 交通
名阪国道小倉ICから約5分。旧の国道25号沿い。